# Schweizerische Philanthropische Gesellschaft Union
Die Schweizerische Philanthropische Gesellschaft Union (nachstehend: Union) ist ein Männerbund in Form eines Vereins.

## Geschichte
Die Union wurde 1843 in Sonvilier im Tal von Saint-Imier (Berner Jura) durch zwei junge Männer (Fritz Marchand und Jules-Cesar Wille) gegründet. Sie war damals absolut geheim. Als die Gesellschaft gegründet wurde, gab es in der Schweiz, speziell im Juragebiet, viele Menschen, die in grosser Misere lebten, und eine grosse Arbeitslosigkeit. Die Gründer haben sich zusammengefunden, um im kleinsten Kreis solidarisch zu wirken. Die so genannte Fonjallaz-Initiative versuchte die Union – nebst den Freimaurer-Logen und der Odd-Fellows-Organisation – zu verbieten. Das Schweizer Volk hat 1937 diese Volksinitiative stark verworfen. Immerhin führte diese Initiative zu einer Schwächung der Mitgliederzahl. Nach dem Zweiten Weltkrieg stieg die Mitgliederzahl wieder stark an. Seit den 1980er Jahren zeigt sich jedoch ein neuerlicher Mitgliederschwund. Dadurch macht sich eine Überalterung bemerkbar.

## Organisation
Die Union ist dezentral gegliedert und umfasst 55 lokale Sektionen, Kreise oder Höfe genannt. Sie wird gesamtschweizerisch von einem Zentralvorstand geleitet und hat in Biel/Bienne die Zentralverwaltung. Sie umfasst 2700 Mitglieder. Aus der Entstehungsgeschichte heraus liegt der Schwerpunkt in der französisch sprechenden Schweiz. Sie ist auffallenderweise auch in kleineren, ländlichen Ortschaften tätig. Der Vorsitzende des lokalen Hofes heisst Hofmeister. Die Aktivität der Mitglieder geschieht in 2 Graden mit Arbeitern und Pächter. Als Mitglieder können der Union nur Männer angehören. Die Frauen und Partnerinnen der Mitglieder nehmen jedoch an verschiedenen Anlässen und Veranstaltungen teil. Neuaufnahmen finden jährlich anlässlich einer gesamtschweizerischen Aufnahmefeier statt. Die Union nimmt jeden Mann auf, der sich von ihren Prinzipien und Zielen angezogen fühlt, ihnen beipflichtet und zu ihrer Verwirklichung beitragen möchte. Sie gibt ein Zentralblatt unter dem Titel „Die Aehre“ heraus. Gegenüber den Service-Clubs wie Rotary, Lions und Kiwanis ist eine klare Grenze vorhanden.

### Ziele
In den Vereinsstatuten ist der Zweck wie folgt umschrieben:
1. Das Streben nach dem Wahren und Guten
2. Die moralische Förderung ihrer Mitglieder
3. Die Pflege der Freundschaft
4. Die gegenseitige Unterstützung durch Schaffung von Hilfs- und Wohltätigkeitswerken.

Die Pflege der Freundschaft ist das Kernstück des unionistischen Lebens. Sie hat ohne Rücksicht auf Rang, Stellung oder Vermögen einen wohltuenden Einfluss. Die Solidarität ist für jeden Unionisten absolute Pflicht. Obwohl die sozialen Institutionen stark entwickelt worden sind, gibt es noch unzählige Momente, in denen diese Solidarität notwendig ist. Jedes Jahr helfen die Union und die angeschlossenen Kreise und deren Mitglieder materiell und moralisch zahlreichen Institutionen, Heimen, Familien und Einzelpersonen. Die Angehörigen von verstorbenen Mitgliedern erhalten aus der Sterbekasse einen Betrag.
Die Union ist in ihrer Zielsetzung und Gesinnung den Freimaurer-Logen sehr ähnlich. Sie ist ebenfalls eine Initiationsgemeinschaft, hat aber einfachere Sitzungen und interne Hierarchien. Die allgemeine Zielsetzung kann mit den Stichworten: Freundschaft, Solidarität und Toleranz umschrieben werden. Die Union ist politisch und religiös absolut neutral.

### Symbole der Union
Das zeremonielle Ritual wird gepflegt. In diesem Ritual werden die Becher- und Feuerweihe zelebriert. Sie sollen den Gemeinsinn wecken und stets an die festgelegten Grundsätze der Union erinnern. Die Rituale sind unabdingbar mit der Union verbunden und werden so oft wie möglich durchgeführt. Dabei kommen Symbole, welche vom Ackerbau hergeleitet sind, zum Zuge. Grün und Weiß sind die Farben der Union.